# Daniel Andjelkovic
Daniel Andjelkovic (Sorengo, 26 ottobre 1994) è un cestista svizzero con cittadinanza serba, professionista in Svizzera e ex capitano della SAM Massagno.

## Carriera
Inizia a giocare a pallacanestro nel 2007 e dal 2012 è capitano della SAM Massagno con cui ha conquistato la Coppa di Lega svizzera 2023.

## Palmarès
- Coppa di Lega svizzera: 1

Massagno: 2023